# Île Turnour
L'île Turnour (en anglais : Turnour Island) est une île du détroit de Johnstone en Colombie-Britannique, au Canada.

## Personnalités liées à l'île
- Henry Speck (1908-1971), peintre, sculpteur, et danseur Tlawit'sis, y est né à Kalugwis.

## liens externes
- Ressources relatives à la géographie :   - Base de données toponymiques du Canada
  - BC Geographical Names